# Diocèse de Celje
Le diocèse de Celje (en latin : Dioecesis Celeiensis, en slovène : Škofija Celje) est une Église particulière de l'Église catholique en Slovénie, suffragant de l'archidiocèse de Maribor.

## Territoire
Le diocèse est basé à Celje, où se trouve la cathédrale Saint Daniel.
Le territoire couvre 2 711 km²; et il est divisé en 112 paroisses, servies par 112 prêtres et 5 diacres.

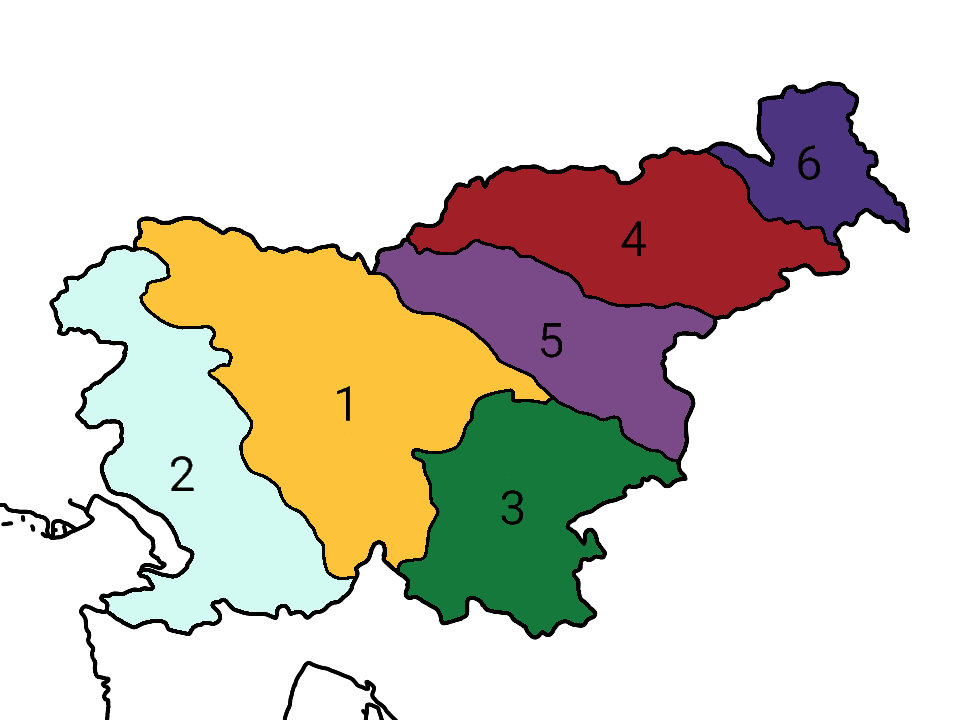
Les diocèses de Slovénie.
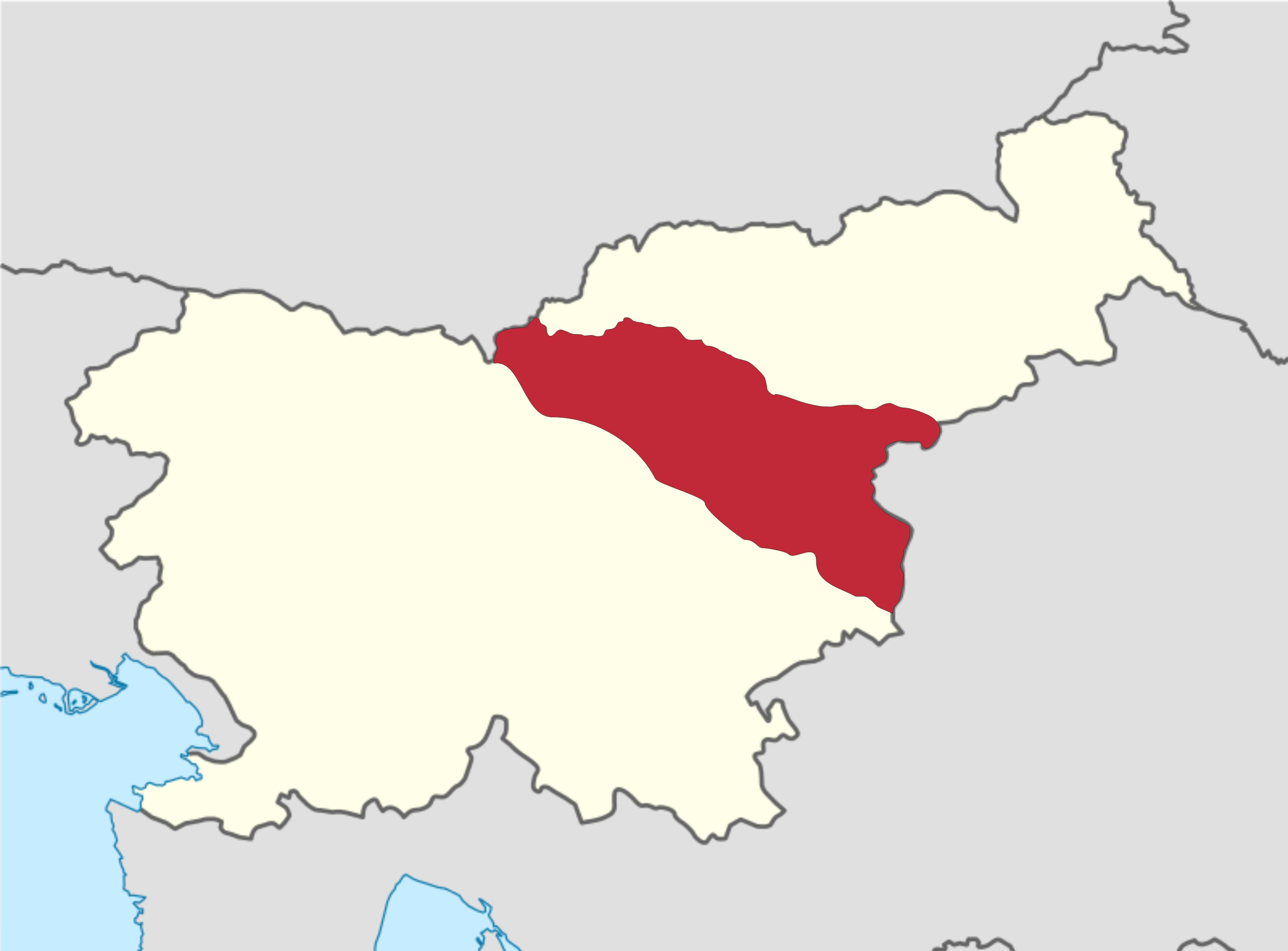
Localisation du diocèse.

## Histoire
- 7 avril 2006 : création du diocèse de Celje par détachement de l'archidiocèse de Maribor.

## Liste des évêques
- Anton Stres (7 avril 2006 - 31 janvier 2010)
- Stanislav Lipovšek (24 avril 2010 - 18 septembre 2018)
- Maksimilijan Matjaž (en) (depuis le 5 mars 2021)